# HNLMS Flores
Le HNLMS Flores ou Hr.Ms. Flores (Pennant number: F66, N1, F803, A877)  était une canonnière, navire de tête de la classe Flores de la Koninklijke Marine (Marine royale néerlandaise) qui a servi pendant la Seconde Guerre mondiale.

## Construction
La quille du Flores a été posé le 13 janvier 1925 au chantier naval Fijenoord de Rotterdam. Il a été mis à l'eau le 15 août 1925. Le 25 mars 1926, il est mis en service dans la marine néerlandaise.

## Histoire

### Indes orientales néerlandaises
Le Flores et son navire-jumeau (sister ship) Soemba quittent le port de Den Helder le 15 juin 1926 pour les Indes orientales néerlandaises. Ils empruntent une route qui passe par Séville, Tunis, Port Saïd, Aden, Colombo et Sabang. Il y est arrivé le 10 août de cette année-là. Le 5 mars 1927, les deux navires ont fait un voyage à Singapour et à Saïgon.
Le 2 octobre 1937, un bateau de pêche japonais, le Tokei Maru n°7, refusa de s'arrêter pour une enquête et le navire fut saisi par le Flores qui fit feu sur lui, tuant deux hommes du navire japonais. En 1938, elle se rendit en Australie.

### La Seconde Guerre mondiale
Lors de l'attaque allemande sur les Pays-Bas en 1940, le Flores se trouvait sur la rade de Flessingue. Le 14 mai, le Flores a soutenu la position du Zuid Beveland par des tirs d'artillerie. Dans la nuit du 14 au 15 mai, le navire a repris la mer et le 17 mai, avec le Van Meerlant, a effectué la traversée vers le Royaume-Uni où les navires sont arrivés sains et saufs le 18 mai.
Au Royaume-Uni, le Flores assure principalement des services de convoyage. Pendant la Seconde Guerre mondiale, le Flores a escorté un total de 3 070 navires, dont 2 690 le long de la côte Est de l'Angleterre.
À l'été 1943, les navires-jumeaux Flores et Soemba ont été réunis en Méditerranée. Lors du débarquement en Sicile, le Flores et le Soemba ont soutenu les troupes alliées en tirant sur diverses cibles. Ils ont bombardé les positions ennemies en Sicile de manière si inlassablement et si agressivement que le Flores et le Soemba ont été surnommés "Terrible Twins" (terribles jumeaux) par la presse de guerre britannique. Ils ont reçu une mention royale à Day Order. Le navire a joué un rôle actif dans les débarquements en Sicile, à Salerne, à Anzio, au Garigliano, à Gaeta et enfin, sur les plages de Normandie en juin 1944 dans le cadre de l'opération Overlord.

### Après la guerre
Le 1er avril 1946, le navire rentre aux Pays-Bas, où il s'amarre au Parkkade à Rotterdam. Jusqu'en avril 1947, le Flores exploite un service de ferry entre Rotterdam et Londres pour le personnel en formation.
En octobre 1950, le navire a été classé comme frégate. À partir du 20 décembre 1950, il a servi de navire d'hébergement à Flessingue.
Au début du mois de juillet 1960, le Flores a été temporairement rebaptisé Van Speijk. Ce changement de nom est le résultat de la mise hors service de la canonnière Van Speijk et de l'arrêté royal du 11 février 1831 numéro 81 qui stipule qu'un navire de guerre doit toujours porter le nom "Van Speijk". Le 5 mars 1965, la nouvelle frégate Van Speijk a été mise à l'eau et le navire d'hébergement a repris son ancien nom.
Il est finalement désactivé le 26 août 1968 et vendu à la casse le 12 novembre 1968. Il a été démoli à Hendrik-Ido-Ambacht.

## Récompenses
Un certain nombre de membres de l'équipage ont reçu la Croix de bronze:
| - Pays-Bas G. Admiraal, KB 9-3-44/4 - Pays-Bas W.A. Borgeld, KB 9-3-44/4 - Pays-Bas R.J. van den Broek, KB 9-3-44/4 - Pays-Bas J. Dekker, KB 9-3-44/4 - Pays-Bas J.P. van Es, KB 9-3-44/4 - Pays-Bas C.H. Frijlink, KB 9-3-44/4 - Pays-Bas G.R. Henar, KB 9-3-44/4 - Pays-Bas H.J. van der Heijden, KB 9-3-44/4 - Royaume-Uni E.N. Jackson, KB 9-3-44/4 - Pays-Bas G. Jansen, KB 9-3-44/4 - Pays-Bas W.F. Keur, KB 9-3-44/4 | - Pays-Bas J. Leblanc, KB 9-3-44/4 - Pays-Bas H.P. Leever, KB 9-3-44/4 - Pays-Bas H.A. Marsman, KB 9-3-44/4 - Pays-Bas D.J. Matze, KB 9-3-44/4 - Pays-Bas G.J. Platerink, 19-1-48/35 - Pays-Bas H.L. Schaay, KB 9-3-44/4 - Pays-Bas L.C. Slavenburg, KB 9-3-44/4 - Pays-Bas J. de Smit, KB 9-3-44/4 - Pays-Bas R.W. Studer, KB 8-6-44/6 - Royaume-Uni R.C. Thompson, KB9-3-44/4 - Pays-Bas H.H. van Weelde, KB 9-3-44/4 | - Pays-Bas Johannes Stephanus Bax était commandant du Flores et a obtenu le Bronzen Leeuw, KB 9-3-44/4 |